# Liberty Heights
Liberty Heights ist ein US-amerikanisches Filmdrama von Barry Levinson aus dem Jahr 1999.

## Handlung
Die Handlung spielt in Baltimore in den 1950er Jahren. Die Brüder Ben und Van Kurtzman entstammen einer jüdischen Familie. Ben besucht noch die High School während Van bereits studiert. Der Vater der Brüder Nate führt ein Theater.
Ben lernt die Afroamerikanerin Sylvia kennen, die nach der Zusammenlegung der Schulbezirke seine Schule besucht. Er verliebt sich in sie und kommt ihr näher. Sylvias Vater, ein Arzt, verbietet weitere Treffen.
Ben verkleidet sich am Halloweenstag als Adolf Hitler, was seine Eltern empört. Van und seine Freunde besuchen eine Party, auf der Van eine blonde Frau kennenlernt, die er attraktiv findet. Es kommt jedoch zu einer Prügelei. Der anwesende Trey Tobelseted rammt mit seinem Auto das Haus. Van und seine Freunde erscheinen als Zeugen vor Gericht, als Tray Tobelseted verurteilt wird, und erfahren, dass dessen Freundin die blonde Frau, Dubbie, ist.
Der Drogendealer Little Melvin erpresst Nate, von dem er Schutzgeld fordert. Nate macht ihn stattdessen zum Teilhaber des Theaters.
Sylvia gibt Ben zwei Eintrittskarten für ein Konzert von James Brown, das er und einer seiner Freunde besuchen. Sie sind die einzigen weißen Menschen im Publikum. Van trifft erneut Dubbie.
Nate und sein krimineller Geschäftspartner werden angeklagt und verurteilt. Nate besucht vor dem Haftantritt die Abschlussfeier von Ben und Sylvia. Sylvia geht auf ein College mit zahlreichen afroamerikanischen Studenten im Süden der USA, während Ben zwischen zwei Universitäten im Nordosten wählen kann.
Der Film endet damit, dass Ben sich nach Jahren an seine Jugend, Sylvia und deren Vater erinnert.

## Kritiken
Roger Ebert schrieb, der Film sei weniger ein Film über Liebe oder Rassismus, sondern eher über das Erwachsenwerden. Er habe einige Schwächen – zum Beispiel der Charakter von Little Melvin sei zu „unscharf gezeichnet“ („too broadly drawn“) – die jedoch „nicht besonders gravierend“ („those flaws are not fatal“) seien.
Kenneth Turan schrieb in der Los Angeles Times vom 17. November 1999, der Film komme „aus dem Herzen“ des Regisseurs und Drehbuchautors Levinson und sei bereits sein vierter Film, der in Baltimore spiele. Es sei ein „reifes, vollendetes“ Werk, das gleichzeitig komisch sei und tief empfunden werden könne. Der Film sei kaum nostalgisch, sondern beinhalte eine Prise des Schmerzes und des Kummers.
Die Zeitschrift Cinema schrieb, der Regisseur vermittle „mit viel Selbstironie und Warmherzigkeit Zeitgeschichtliches“.

## Auszeichnungen
Die Deutsche Film- und Medienbewertung FBW in Wiesbaden verlieh dem Film das Prädikat wertvoll.
Der Film wurde im Jahr 2000 für den E Pluribus Unum Award der American Cinema Foundation nominiert. Rebekah Johnson wurde im Jahr 2000 für den Black Reel Award nominiert.

## Hintergrund
Der Film wurde in Baltimore, in Frederick (Maryland) und in Towson (Maryland) gedreht. Er hatte seine Premiere am 17. November 1999 und wurde am 21. Mai 2000 auf dem Hong Kong Jewish Film Festival vorgeführt. Der Film spielte in den Kinos der USA ca. 3,7 Millionen US-Dollar ein.